# Липовац (Васлуј)
Липовац (рум. Lipovăţ) насеље је у Румунији у округу Васлуј у општини Липовац. Oпштина се налази на надморској висини од 194 m.

## Становништво
Према подацима из 2002. године у насељу је живело 4390 становника, од којих су сви румунске националности.

### Хронологија
| Година       | 1992 | 1993 | 1994 | 1995 | 1996 | 1997 | 1998 | 1999 | 2000 | 2001 | 2002 | 2003 | 2004 | 2005 | 2006 | 2007 | 2008 | 2009 | 2010 | 2011 | 2012 | 2013 | 2014 | 2015 | 2016 | 2017 |
| ------------ | ---- | ---- | ---- | ---- | ---- | ---- | ---- | ---- | ---- | ---- | ---- | ---- | ---- | ---- | ---- | ---- | ---- | ---- | ---- | ---- | ---- | ---- | ---- | ---- | ---- | ---- |
| Становништво | 4344 | 4305 | 4296 | 4260 | 4207 | 4190 | 4206 | 4227 | 4269 | 4263 | 4243 | 4256 | 4245 | 4237 | 4208 | 4220 | 4258 | 4266 | 4260 | 4245 | 4260 | 4256 | 4233 | 4212 | 4215 | 4168 |